# Bernard Coulie
Bernard Coulie (né à Bruxelles le 16 avril 1959), docteur en philologie et histoire orientale de l’Université catholique de Louvain, fut le troisième recteur laïc de cette université, du 1er septembre 2004 au 31 août 2009.

## Carrière
En 1985, il devient docteur en philologie et histoire orientale à l’UCL après des études au Collège Saint-Michel et aux Facultés universitaires Saint-Louis.
En 1987, il est post-doctoral research fellow à Harvard et à l’université de Vienne en Autriche.
En 1992, il devient président de l’institut orientaliste de l’UCL.
En 1998, il est président du corps académique de Louvain.
Il est doyen de la faculté de philosophie et lettres entre 2003 et 2004 et recteur de l’UCL entre 2004 et 2009 ; il se retire pour raisons personnelles alors que sa gestion de l'université était diversement appréciée[évasif]. En 2014, il se porte à nouveau candidat au poste de recteur,.

### Vie privée
Il est marié et père de trois enfants.